# Kulaç (Einheit)
Kulaç war ein türkisches Längenmaß und auch als Flächenmaß in Gebrauch.
- 1 Kulaç = 2,5 Zirai Mimari/mimari arşın  = 1,89 Meter (Längenmaß)
  - 1 Zirai Mimari = 24 Pamak/Parmah/Zoll (3,16 Zentimeter) = 75,77 Zentimeter
  - 1 Zirai Mimari = 24 Pamak/Parmah/Zoll (4,17 Zentimeter) = 100 Zentimeter (wurde später auf 1 Meter geändert)
- 1 Kulaç = 3,591 Quadratmeter (Flächenmaß)